# Tazota

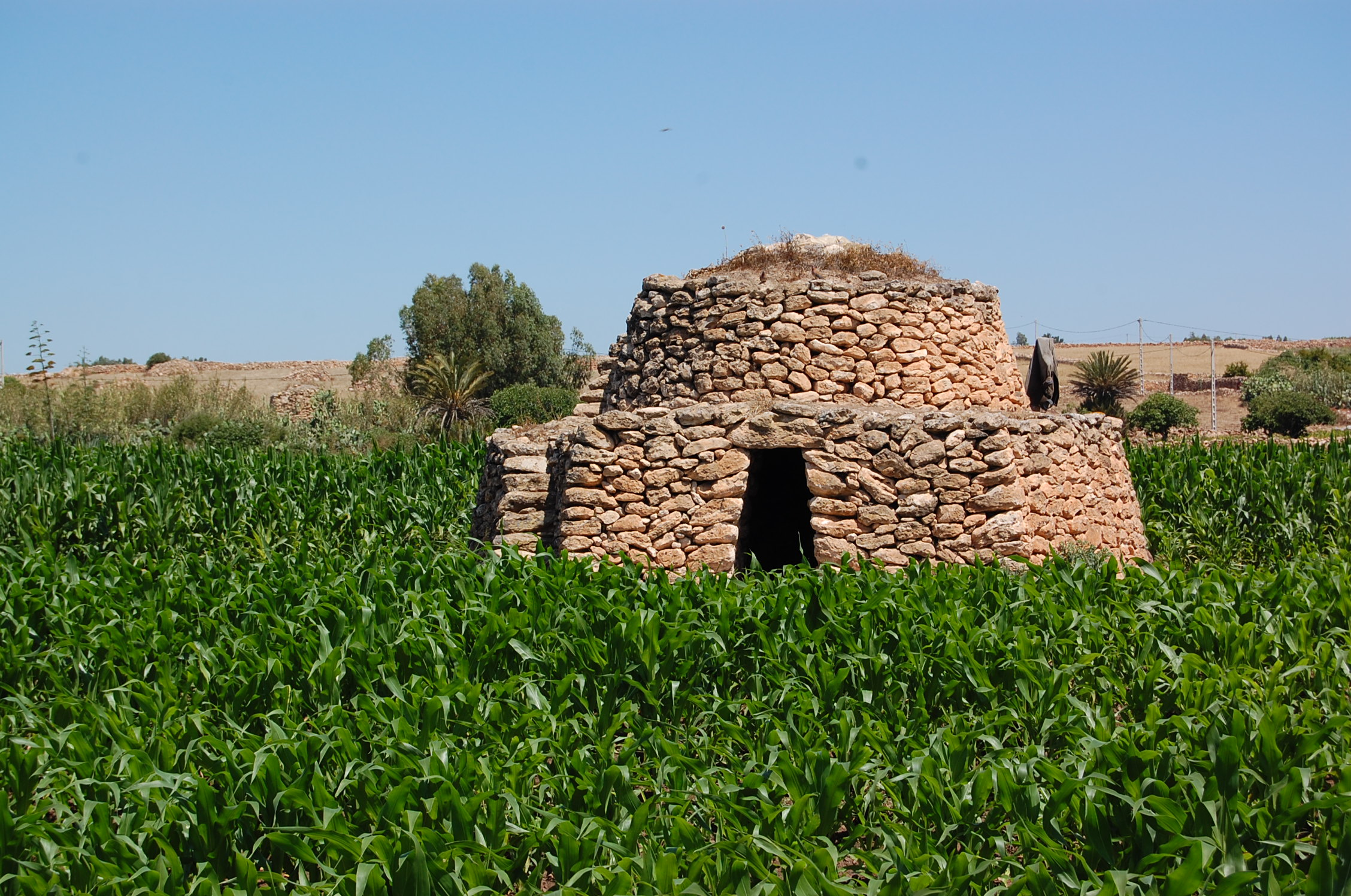
Tazota isolée dans un champ de maïs.

Une tazota est un type de cabane agricole, entièrement en pierre sèche, dressée à proximité des douars de la région marocaine des Doukkala, dans l'arrière-pays d'El-Jadida, à 90 km au sud de Casablanca. Les tazotas ont été décrites pour la première fois par Sergio Gnesda dans une monographie publiée en 1996. Édifiées en pierres calcaires tirées du sol, elles ont la forme d'un cylindre pour les plus simples ou de deux cylindres de taille dégressive superposés pour les plus élaborées. Certaines tazotas servaient (ou servent encore) de refuges temporaires contre la chaleur pour les hommes et les animaux, d’autres d'entrepôts pour la paille de blé et d'orge, pour les tiges de maïs ou le foin, d’autres encore de lieu d'engraissement pour de jeunes bovins. Leur construction remonte à la première moitié du XXe siècle, et plus particulièrement à la période du Protectorat qui vit la sédentarisation forcée de la population nomade locale de 1916 à 1936 et son accession à la propriété individuelle.

## Étymologie
Dans la région, le terme tamazight tazudea ou tazoda (ⵜⴰⵣⵓⴺⴰ, tazoḍa) signifie « bol », « écuelle renversée ». Effectivement, ces cabanes sont d'une forme qui peut rappeler un bol renversé. Par ailleurs, le terme n'est pas sans rappeler le mot espagnol pour « tasse » : tazota. En tachelhit, ⵜⴰⵣⵓⵟ (tazoṭ) désigne la corbeille à pain au couvercle conique. Dans les deux cas, la troisième consonne est emphatique (ḍ ou ṭ), ce qui n'est pas reproduit dans la forme française.

## Géologie et pédologie de la zone
Les Doukkala sont une plateforme du crétacé, d’une altitude moyenne de 80 mètres. On y trouve une pellicule de limon sur un sous-sol karstique. Les roches découvertes que l’on voit sont du calcaire cénomanien. 
Le sol rougeâtre, léger, siliceux, dit hamri, se dessèche rapidement. Sans être d'une grande fertilité, la terre est apte à la culture pourvu que la pluie soit abondante.

## Origine du matériau
En épierrant les terres rocailleuses (mhârch) à des fins agricoles, les paysans font de petits monticules de pierres calcaires blanchâtres ou rousses. Ils les emploient ensuite à l’édification de murs (stara) de séparation, d’enclos (zriba), de cabanes en pierre sèche (tazotas), et de couvertures de silos enterrés (toufri).

## Architecture

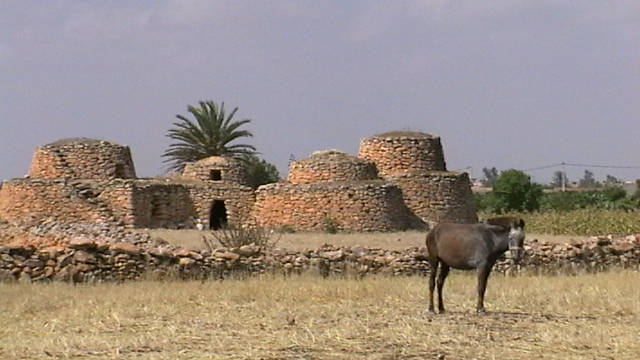
Ensemble de tazotas.

### Morphologie
Les tazotas composées d’une seule pièce ressortissent à deux types de formes architecturales.
En règle générale on a un tronc-de-cône simple, ou cylindre à fruit, avec à l’intérieur une pièce voûtée par encorbellement. Les parois ont entre 1,20 m et 2,50 m d'épaisseur.
Plus rarement, la forme est celle deux troncs-de-cônes ou cylindres à fruit de taille dégressive, superposés. Le tronc-de-cône inférieur est prolongé par un massif donnant une façade rectiligne. Le tronc-de-cône supérieur est percé, dans l’axe de l’entrée, d’une lucarne carrée d’environ 50 cm de côté. L’entrée et la lucarne sont surmontées d’un linteau en pierre ou,  parfois, en bois.
Les tazotas ont des ressemblances morphologiques avec certaines cabanes en pierre sèche à degré(s) du pourtour méditerranéen.

### Les escaliers extérieurs et les plateformes
Les tazotas comportent latéralement un ou deux escaliers pour monter sur le rebord du tronc-de-cône inférieur, et un seul pour monter au sommet du tronc-de-cône supérieur. Parfois, l’escalier est entre deux tazotas jumelées.
Ces escaliers facilitaient l’ascension et le travail lors de l'étape de l'édification, puis l'accès à la terrasse pour faire sécher des produits agricoles (à l'abri de la poussière du sol et en profitant de l'ensoleillement et des pierres surchauffées). Ils servaient aussi au remplissage de l'intérieur : en effet, après avoir rempli de paille ou de foin la pièce, on en bouchait l'entrée avec des pierres et l'on poursuivait le remplissage par la lucarne du niveau supérieur. La terrasse permettait aussi de surveiller les alentours.
Le sommet des tazotas est légèrement arrondi car recouvert d'une couche de gravier et d'une couche de terre en guise de protection contre les infiltrations d’eau. Dans certaines tazotas, la pierre qui coiffe la voûte peut être basculée pour permettre l’aération.
Les tazotas ont en général une hauteur de 2,5 à 3 mètres, mais il en existe de plus hautes.

### Le corps de base

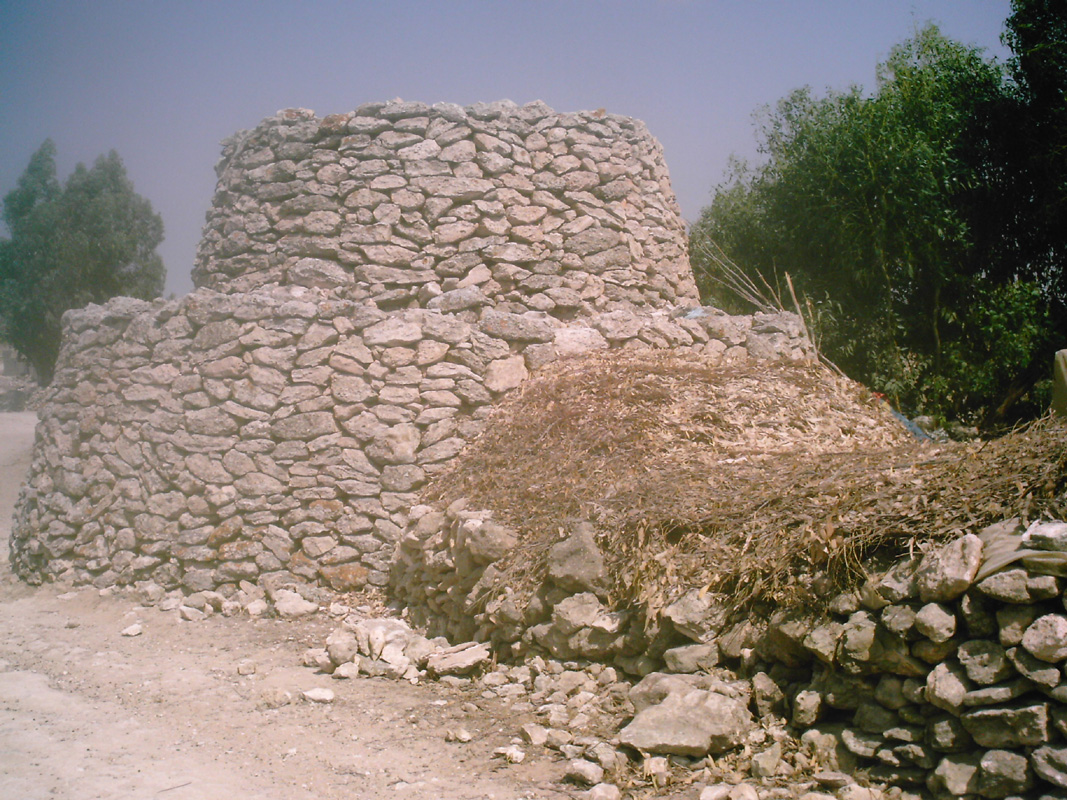
Arrière d'une tazota avec ses deux cylindres régressifs superposés.

La base est constituée de moellons pouvant supporter une charge de plusieurs tonnes. Les plus belles pierres sont utilisées pour le tour des ouvertures, les chaînages d'angle, et les marches d'escalier. Dans la partie supérieure, le poids des moellons est celui qu’un homme peut porter en gravissant les marches extérieures.

### L'entrée et le couloir
L’entrée, d'élévation trapézoïdale, est étroite (environ 70 sur 160 cm). Le linteau et les arrière-linteaux sont constitués de grands blocs placés côte à côte. Un couloir mesurant au maximum 2 m de longueur, permet d'accéder à l'intérieur tout en empêchant la chaleur d'entrer. 
L'orientation de l'entrée semble dépendre de la position de la tazota.

### La voûte
La paroi intérieure s’incurve légèrement au fur et à mesure qu’elle monte pour former, à partir du deuxième degré, une voûte d'encorbellement au sommet fermé par une dalle taillée. Dans cette voûte, les pierres de chaque assise ont une inclinaison vers l'extérieur qui permet d’évacuer les infiltrations d'eau de pluie. Ces pierres sont plates, il n’y a aucune trace de coups de ciseau ou de massette.

### Les niches
Les tazotas n'ont pour ainsi dire pas de niches murales. La plupart des rares niches observées ont été faites postérieurement à l'édification, par l'extraction de pierres de la paroi.

### Le sol intérieur
Le sol intérieur est brut, sans dallage, en terre battue, et parfois le rocher y affleure.

### Poids
On peut estimer qu’une tazota courante représente un volume de 100 m3, soit l’épierrage d’un champ de 250 m², et une masse de 300 tonnes. Compte tenu des différentes manipulations des moellons, deux personnes déplaçaient donc 10000 kg de pierres par jour, pendant trois mois.

### Lien avec l'habitat permanent
Certaines tazotas se dressent à l'écart du logis, tandis que d'autres sont accolées au bâtiment principal. Il existe, en outre, des tazotas isolées dans la campagne.
On trouve souvent deux tazotas jumelées. 
Les tazotas forment souvent un ensemble entouré d'un enclos et associé à un douar habité ou abandonné.
Il existe, dans la commune de Sebt Dwib (ouled bouaziz), un ensemble de sept tazotas, deux jumelées et cinq autres accolées à angle droit : deux d’un côté et trois de l’autre. Ce groupe de cinq tazotas est remarquable car il possède à l’étage un poste d’observation et un chemin de ronde pour surveiller les récoltes contre les voleurs.

### Lien avec lestoufris
Le toufri (terme berbère signifiant « cache » ou « lieu de conservation ») est un édifice composite consistant en une nef en pierre sèche recouvrant une rampe creusée dans le sol pour accéder à une galerie souterraine transversale, destinée à la conservation des grains.
Il est généralement associé à un ensemble de tazotas.

## Constructeurs
Il semble que la morte saison des activités agricoles ait été consacrée à l'édification de ces bâtiments. 
La durée du chantier, d’après des propriétaires de tazotas, depuis le choix des pierres jusqu’à son achèvement, pouvait être d'un an. 
Le maâllem (le maître maçon) mettait de côté des pierres, sélectionnant parmi les pierres rapportées des champs celles qui lui semblaient les meilleures. Puis une chaîne d’hommes (environ 8) se faisaient passer les pierres et rejetaient celles qui n’avaient pas la bonne densité.
Ces maâllem étaient vraisemblablement des spécialistes de ce type complexe de construction.

## Fonctions
Certaines tazotas servaient (ou servent encore) de refuges temporaires contre la chaleur pour les hommes et les animaux, d’autres d'entrepôts pour la paille de blé et d'orge, pour les tiges de maïs ou le foin, d’autres encore de lieu d'engraissement pour de jeunes bovins.
Elles peuvent être aménagées pour servir de lieu de discussion autour d’un thé à un moment précis de la journée.
Certaines, qui ont été (ou sont encore) des lieux d’habitation, sont parfois enduites de chaux à l’intérieur, voire à l’extérieur.

## Époque de construction

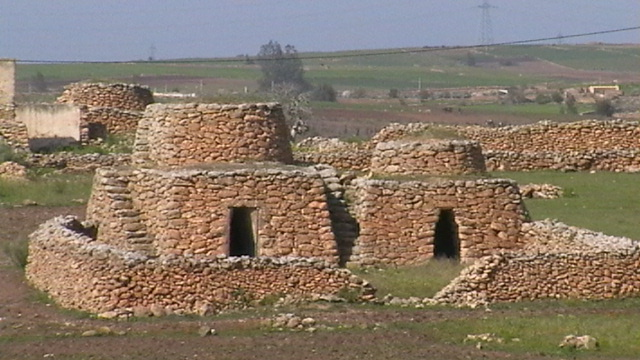
Deux tazotas côte à côte dans un enclos.

### Témoignages des habitants
Les témoignages oraux recueillis auprès des habitants des douars concernés font remonter la construction des tazotas à la première moitié du XXe siècle, et plus particulièrement à la période du Protectorat.
C'est le cas de l'ensemble situé à Ouled Bouaziz et constitué de sept tazotas regroupées autour d'un même et vaste enclos, faisant face à la maison de maître : on sait qu'il a été bâti par le patriarche de la famille des propriétaires, le grand Mokadem Mohamed Chiadmi, vers 1922, comme le confirme une date gravée dans la pierre de sa vaste demeure, aujourd’hui en ruine.
Selon les dires de M. Bou Sharir, les deux tazotas de la localité Al-Ourerda ont été édifiées par leur ancien propriétaire, Ahmed Ben Aslan, son épouse et des amis dans les années 1920-1930 .
La grande tazota à degré (9 m de haut) du douar Al Oumbra fut construite par Mohammed Haout vers 1953. Il l'édifia avec l'aide de son père, de son épouse et de quelques amis en l'espace de deux mois.

### Témoignages des voyageurs
Aucun des voyageurs ayant sillonné la région au début du XXe siècle, comme Michaux-Bellaire ou Doutte, ne mentionne ces cabanes. Dans leurs carnets de voyage pourtant très descriptifs et minutieux, ils décrivent les nouala, les khaîma, mais non les tazotas, on peut donc penser que ces dernières n’existaient pas avant 1915-1920.

### Témoignage du sociologue Paul Pascon
Les écrits de Paul Pascon et ses entretiens avec les habitants, donnent à penser que, sous Le Protectorat, la sédentarisation forcée de la population nomade locale de 1916 à 1936 et son accession à la propriété individuelle, ont entraîné l'érection de ces cabanes. En effet, en tant qu'arpenteur-géomètre, Pascon « avait été chargé de procéder au partage des terres collectives, c’était vers 1925 » . Il ajoute qu’à la suite de cela, les nomades sédentarisés s'étaient mis à épierrer leurs terres et à les enclore.
Le recours à la pierre sèche proviendrait de l'interdiction qui aurait été faite aux autochtones de prendre du sable de plage pour leurs constructions.

## Devenir
Aujourd’hui, les nouveaux matériaux de construction remplacent les pierres car il est plus facile de construire, pour abriter chèvres ou chaumes, un cube en béton ou en briques, qu’un cône en pierres arrachées à la terre. Les derniers mâalem (maîtres maçons) ont pratiquement disparu et avec eux, leur savoir-faire.